# Daniel Yvinec
Daniel Yvinec (* 4. April 1963 in Vannes) ist ein französischer Jazzmusiker (Kontrabass, Bigband-Leader), Musikproduzent und Autor.

## Leben und Wirken
Yvinec lernte zunächst zehn Jahre lang Oboe, bevor er zur Gitarre und dann zum Bass wechselte. 1986 ging er zum Studium an die Manhattan School of Music in New York City, wo ihn Marc Johnson, Eddie Gomez und Anthony Jackson ausbildeten. Nachdem er unterschiedliche musikalische Erfahrungen (Maceo Parker, Klezmer) gemacht hatte, kehrte er nach Frankreich zurück, wo er mit Pierrejean Gaucher, Salif Keita, Cheb Mami und  Tânia Maria arbeitete. Auch nahm er mit David Sylvian, John Cale, Suzanne Vega, Dead Can Dance und Ryūichi Sakamoto auf und arbeitete auch für Musikproduktionen von Hector Zazou, Peter Gabriel und David Byrne. 2002 entstand sein Debüt Recycling the Future. Weitere Alben folgten mit Neuinterpretationen klassischer Songs und Chansons, davon drei in Zusammenarbeit mit Guillaume de Chassy (Chansons sous les bombes, Wonderful So Close, Songs from the Last Century). Von September 2008 an leitete er bis 2013 das Orchestre National de Jazz, mit dem er überwiegend Werke von Robert Wyatt, Astor Piazzolla und John Hollenbeck präsentierte. 
Auch war er als Musikproduzent für Blue Note Records, Universal, BMG und Label Bleu tätig. 1992 gab er einen Band mit Kurzgeschichten (The Umbrella Man) heraus; auch schrieb er für das Jazz Magazine und für Muziq.

## Diskografische Hinweise
- Guillaume de Chassy, Daniel Yvinec Chansons sous les bombes (mit André Minvielle; Bee Jazz 2004)
- Wonderful world (mit Guillaume de Chassy; Bee Jazz 2005)
- The Lost Crooners (Bee Jazz, 2007, mit Nelson Veras, Stéphane Galland, Médéric Collignon und Benoît Delbecq)
- Guillaume de Chassy, Daniel Yvinec Songs from the Last Century (Bee Jazz, 2009. mit Paul Motian, Mark Murphy)
- Daniel Yvinec/Orchestre National de Jazz The Party (Jazz Village, 2014)

## Lexikalischer Eintrag
- Philippe Carles, André Clergeat, Jean-Louis Comolli: Le nouveau dictionnaire du jazz. Édition Robert Laffont, Paris 2011, ISBN 978-2-221-11592-3